# Уржум
Уржу́м — город (с 1780 года) в России, административный центр Уржумского района Кировской области, образует Уржумское городское поселение.
Население — 8210 человек (2025).

## География
Город расположен на левом берегу реки Уржумки, 10 километрами ниже по течению впадающей в Вятку, на территории возвышенностей Вятских увалов.

## Этимология
Общепринятым происхождением слова Уржум являлся перевод с марийского как ур — «белку», ужем — «видел». Позже профессор И. С. Галкин предположил, что поселение Уржум образовано от названия реки, а в свою очередь гидроним имеет домарийское финно-пермское происхождение и состоит из двух слов: вӱр, вир — «лес» и сум, сюм — «речка, родник, ручей», то есть дословно «лесная речка». Населенный пункты со схожим названием, кроме как в Марий Эл, встречаются и в других регионах с компактным проживанием этого народа. Так например в Костромской области деревня Уржуново отмечена уже в 1592 году.

## История

### Основание города
На территории города люди жили с глубокой древности. Об этом говорят археологические находки найденные в 1965 году, датируемые II—I веками до н. э.
Одно из первых упоминаний Уржума дошло до нас через Патриаршую (или Никоновскую) летопись. Датируется эта запись 1554 годом. Документ повествует о подавлении отрядами Ивана Грозного марийских восстаний, возникших вследствие завоевания Казанского ханства.
По мнению профессора А. В. Эммаусского, Уржум, упоминаемый в этих сообщениях, был марийским племенным городком. Историк А. Савич писал, что вятские мари сохранили очень отчетливое предание о своих древних князьях, столицей которых был Уржум.
Для подавления восстаний марийских и татарских феодалов было принято решение строить поселения в бассейнах Волги, Камы, Вятки. Таким укреплённым городом-крепостью стал в 1584 году город Уржум. До нас не дошло письменных источников с описанием города в первые годы его основания. Очевидно, Уржум представлял собой укреплённое поселение и исполнял роль форпоста на границе с Казанью. Об этом также следует из состава тогдашнего населения: количество войск в Уржуме превышало количество жителей в посаде.
Согласно Разрядных книг в 1592 году первым уржумским воеводой был В. П. Головин. В 1648 году при опросе марийцы указали как основателя города Владимира Головина и Семейку Еропкина.
А. И. Вештомов писал, что Уржум был построен под надзором солдат-первых поселенцев (стрельцов) с участием местного населения — марийцев.
Все служивые люди получали государственное жалование, а некоторые из них — земельные наделы вблизи поселения. Посадские люди и стрельцы занимались ремеслами и торговлей, землю в обработку брали под оброк и аренду у воевод.
По административному подчинению Уржум входил в состав Казанского уезда. По городской реформе 1708 года он был отнесен к Казанской губернии. После был передан образованному в 1780 году Вятскому наместничеству (которое в 1797 году было преобразовано в губернию).
Известно, что в 1611 году уржумцы участвовали в ополчении против поляков под началом казанского воеводы Василия Морозова, а в 1612 году — в Нижегородском ополчении, Минина и Пожарского.
В 1649 году 50 уржумцев — пеших стрельцов были направлены на строительство Симбирской черты, которые основали Уржумскую слободу (ныне село Уржумское).
В 1748 году по данным Второй Ревизии в Уржуме проживало 276 душ мужского пола (считая детей и стариков). Из них 166 человек относились к купечеству, 70 — пахотные солдаты, 14 — иноземцы, 7 — пушкари, 11 — сторожи, 8 — воротники.
В 1781 году был утвержден герб города (в голубом поле дикий гусь).

### Пореформенный период

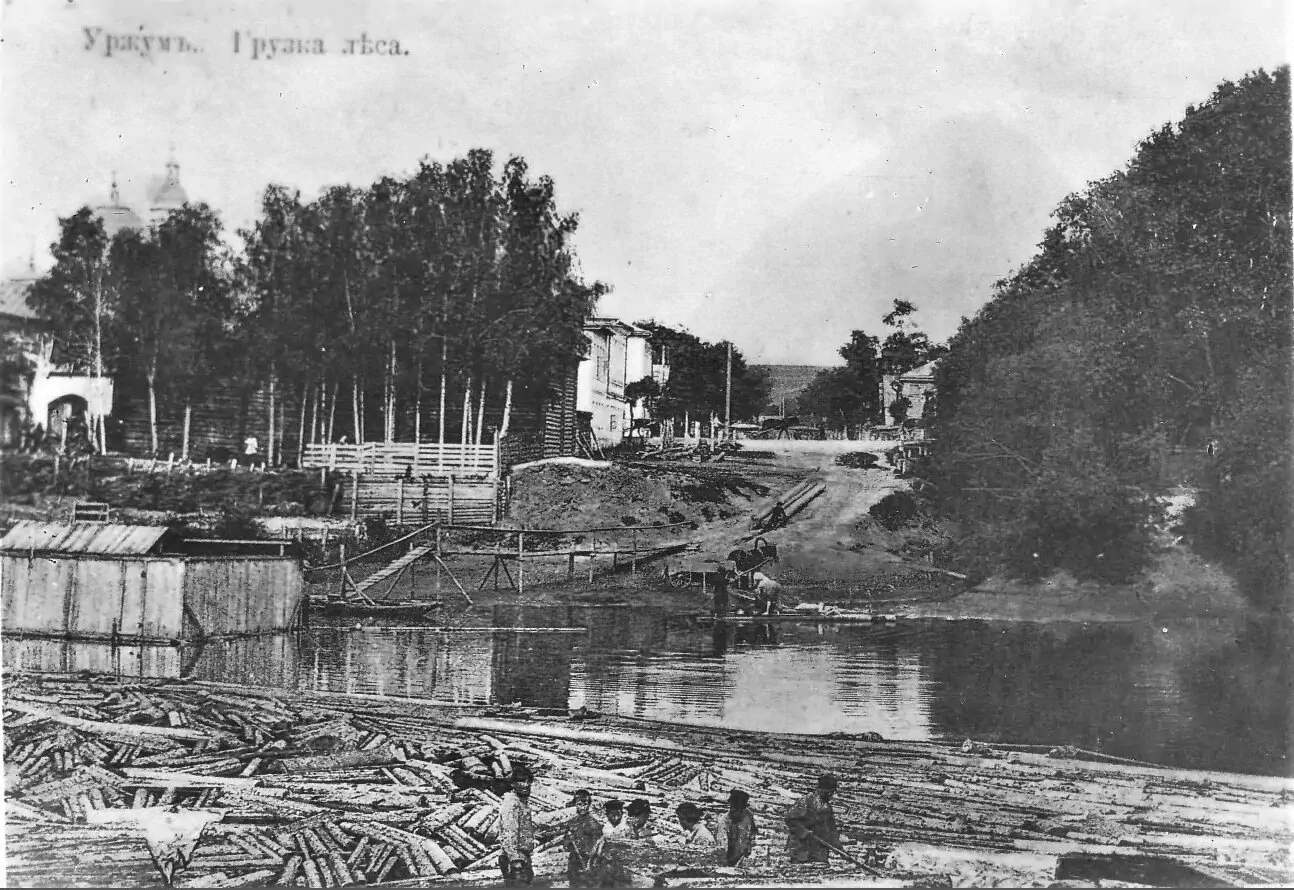
Грузка леса на реку Уржумку. Фотоснимок 1910-х годов

После отмены крепостного права в городе возникает ряд небольших производств, основанных на примитивном и тяжелом ручном труде. В начале XX века в Уржуме было два кожевенных, казённый водочный, мыловаренный, лесопильный заводы, валяно-сапожное заведение и мельница. Предметами торговли были мануфактура, бакалейные и колониальные товары, вина, кожа, меха, шерсть, куделя, мука, хлеб и кустарные изделия. С пристаней по реке Уржумке отправлялись зерно, мука, крупа и семя в Рыбинск, Петербург, Ярославль, Казань, Нижний Новгород, а также на экспорт за границу.
В пореформенные годы отмечается необычная активность местного населения. В обществе царили «оживление и надежды». Появляются первые уличные фонари. Местные театралы устраивают сценки. В 1883 году открывается первая публичная библиотека, позднее — реальное училище. Начинает свою работу Уржумская земская управа. С первых своих дней работы управа стала внимательно относится к вопросам народного образования, за что было отмечено Московским обществом сельского хозяйства серебряной медалью. Появляются первые уездные больницы, их сотрудники — цвет тогдашней интеллигенции. Была открыта библиотека-читальня и склад для продажи книг.
В географии Вятской губернии конца XIX, начала XX века Уржум описывается так: «В городе пять церквей. Главная улица почти сплошь застроена каменными домами и обсажена деревьями. Остальная часть города имеет простой, почти сельский вид: небольшие деревянные домики, длинные досчатые заборы, а то и плетни, пустынные улицы, заросшие травой. Вдоль берега речки Уржумки длинной узкой полосой тянется жиденький общественный садик».
В целом город отмечался как «довольно оживленный и красивый городок с 6 тыс. жителей». Однако упоминалось, что промышленность города крайне скудна: «Кроме необходимых для местных потребностей ремесел не существует никаких ремесел. Заводов всего 4, но они все очень маленькие. Жители занимается съемкой лугов, огородничеством и мелкой торговлей. Учебных заведений всего 4: городское училище, женская гимназия и 2 начальных училища».

На нижегородской торгово-промышленной выставке в 1896 году сенсацию произвел крестьянин Уржумского уезда Макар Никитин, который самостоятельно смастерил скрипку, будучи рождённым без рук и ног.

Уржум в начале XX века
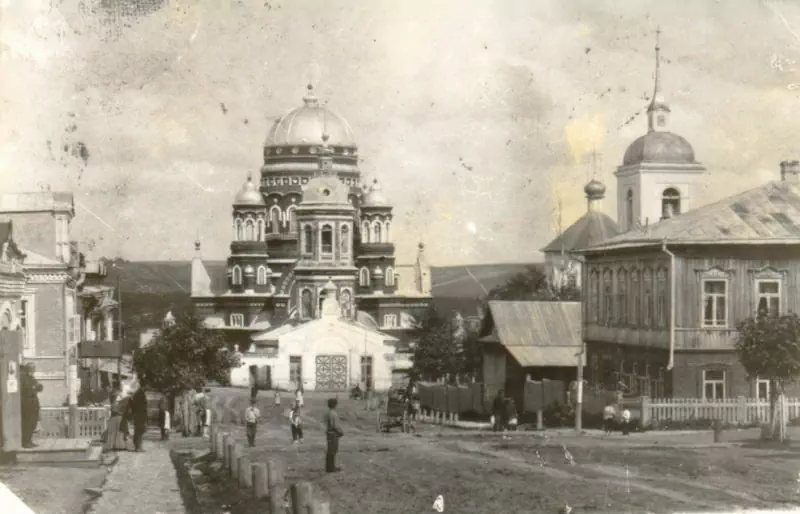
Буйская улица, вид на Троицкий собор
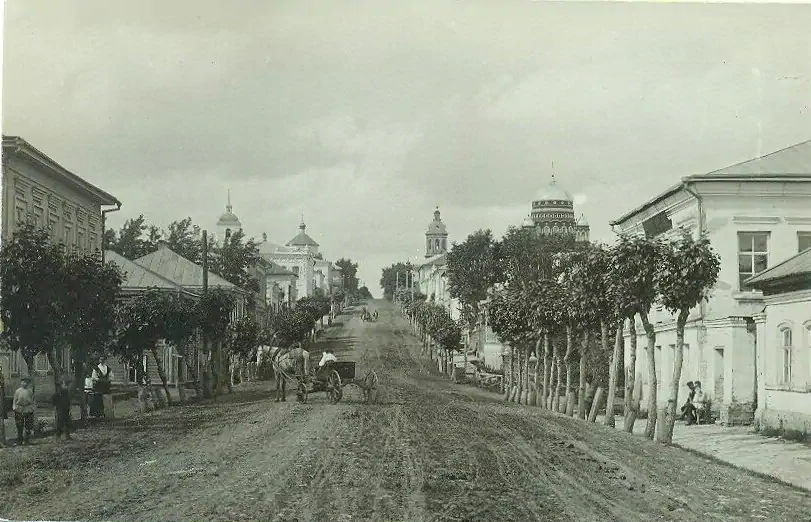
Воскресенская (центральная) улица
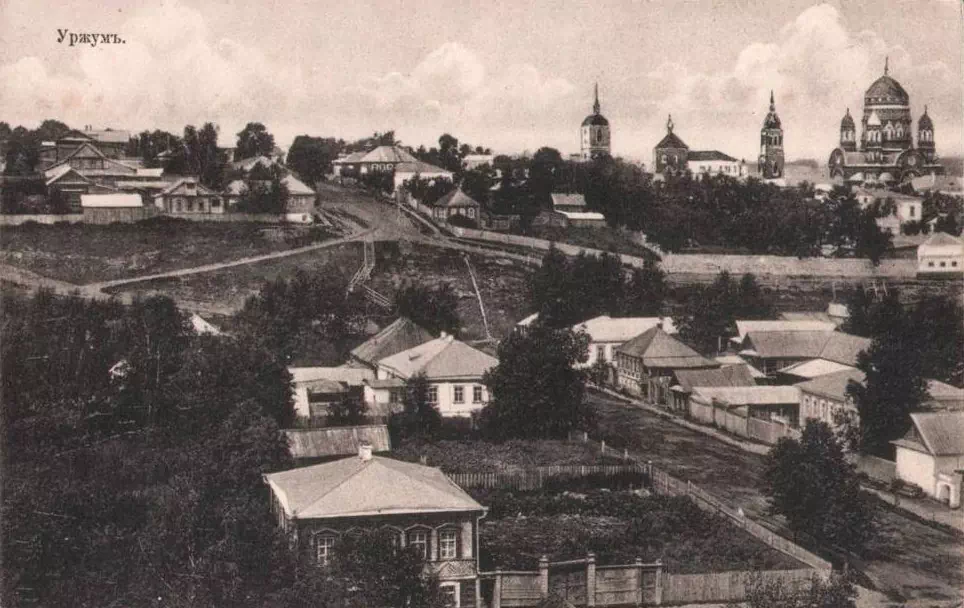
Вид с колокольни Казанской церкви
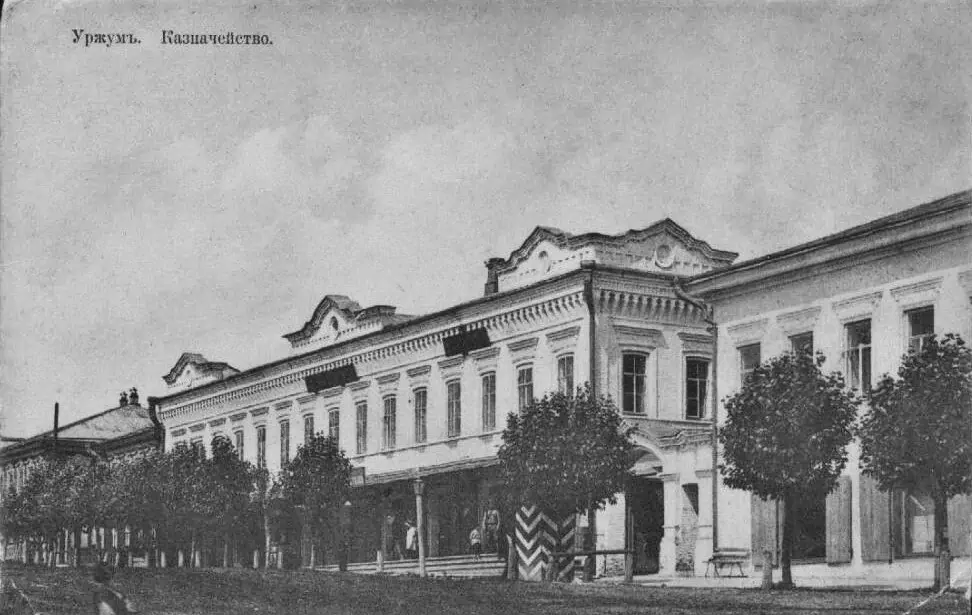
Здание уездного казначейства
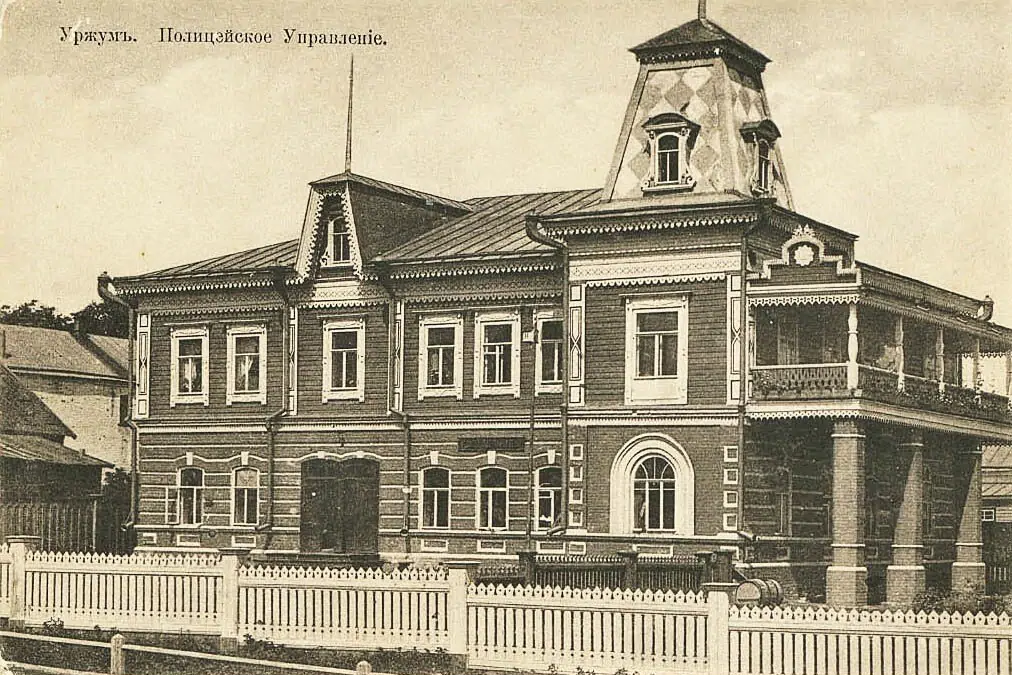
Здание полицейского управления

### Советский период

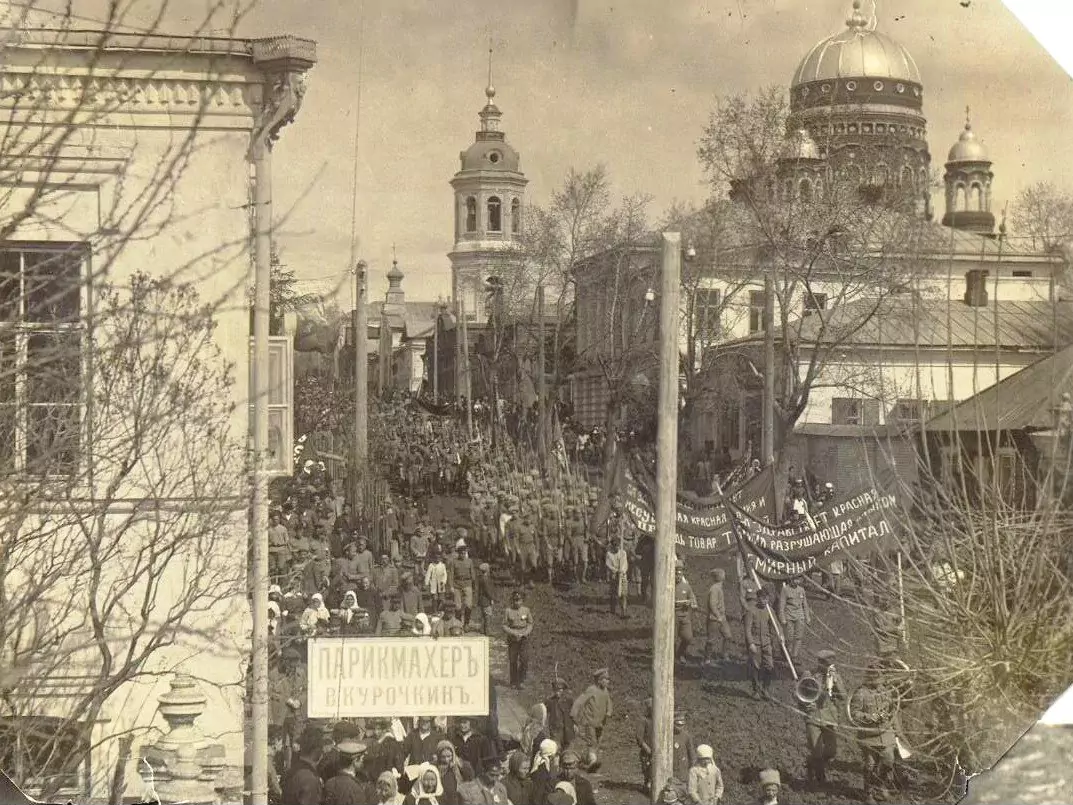
Демонстрация на центральной улице. Фотоснимок 1918—1920 годов

Советская власть установилась в Уржуме, как и во всей Вятской губернии, значительно позже, чем в центральных районах, лишь в январе 1918 года. Однако уже после получения известий о февральских событиях в городе начался революционный подъём. Показательны события, развернувшиеся в Уржуме в мае 1917 года. 1 мая представители эсеро-меньшевиков организовали демонстрацию доверия Временному правительству. Однако она была сорвана «праздником свободы», в котором приняли участие как жители города, так и крестьяне из окрестных деревень и солдаты-отпускники. Был организован учёт и проведена конфискация продовольственных и промышленных товаров у кулачества.
В августе 1918 года Уржум был охвачен антибольшевистским степановским мятежом.
Начинается бурное развитие промышленности. Открываются новые заводы, комбинаты. Принят план телефонизации города, разработан проект строительства аэропорта.
В городе начались репрессии, которые достигли своего апогея в 1930-31 годах (при раскулачивании) и в годы войны. На заседаниях районного исполкома дела о репрессиях не обсуждались. Интересным представляется дело под условным названием А. Н. Иконникова «Страшная месть финансиста». В 1937 году был снят со своей должности заведующий финансового отдела районного исполкома Токманцев. Местные органы власти вынесли решение о передаче дела прокурору «для немедленного расследования». После изрядно потрепанных Токманцеву нервов в 1939 году решение о снятии гражданина с работы было отменено. Месть пострадавшего заключалась в том, что он через суд вытребовал жалованье за всё время незаконного отстранения от должности, чем нанёс заметный удар по фонду зарплаты районных чиновников, а потом уехал на работу в Пензенскую область.
В 1934 году был убит уроженец Уржума, партийный деятель Сергей Киров. По признанию современников это известие в городе восприняли тяжело. Прошли траурные митинги. В Москву была отправлена делегация на похороны Сергея Мироновича.
Его смерть местные власти пытались использовать в целях своего развития. Во ВЦИК СССР было направлено ходатайство о переименовании города, района и его улицы. Предлагали построить (на средства союзного бюджета) образцовый детский дом имени Кирова. Местные власти предполагали объявить Уржум как образцовый город «имени революционного трибуна С. М. Кирова — лучшего друга нашего любимого вождя мирового пролетариата Иосифа Виссарионовича Сталина». Кроме того, было озвучено ходатайство местных властей о строительстве Дома соцкультуры с парком отдыха, о прокладке водопровода, о строительстве гидроэлектростанции, о замощении дорог на центральных улицах, о расширении Дома крестьянина до 500 мест. На средства общественности предполагалось построить только памятник С. М. Кирову и повесить мемориальные доски. Однако был сделан вывод о том, что Уржум слишком мал чтобы носить имя лидера такой величины как Киров и в честь него был переименован областной центр — Вятка, несмотря на то что сам Киров там никогда в своей жизни не бывал.
В деле переименований имелись свои курьезные случаи. В 1935 году общее собрание рабочих и служащих Андреевского спиртзавода заявило ходатайство о переименовании его в завод имени Кирова. Однако районный исполнительный комитет это ходатайство отклонил без объяснения причин.
В 1935 году под руководством Московского театра имени Вахтангова был организован Уржумский колхозный театр, который дал более полутора сотен представлений, ставил сценки по всей Кировской области и в соседних регионах.

## Архитектура и достопримечательности
Из истории города известно, что в 1647 году в Уржуме была построена деревянная крепость, окруженная валом и рвом. К концу XVIII века эта крепость обветшала и сгнила, сохранился лишь вал.
Активная застройка города классической каменной архитектурой началось в конце XIX — начале XX века. По большей части на улице Советская. Благодаря малоэтажной застройке города до сих пор сохраняется дореволюционная городская среда.
Здание реального училища — один из примеров подобной классической застройки. Здание 1912 года постройки в народе называют «Местный Хогвартс» из-за его замковых неоготических форм. Один из самых успешных выпускников училища — поэт Николай Заболоцкий, который высоко отмечал оснащение учреждения и качество образования, ставил его в пример школам Ленинграда и Москвы. В наши дни продолжает исполнять образовательную функцию, здесь находится гимназия.
Главная святыня Уржума — Троицкий собор, был построен в конце XIX века в неорусском стиле. Рядом с ним находится колокольня — старейшее каменное здание города начала XIX века. Собор в советское время не подвергся разрушению, даже кресты с него сбили только лишь в 1963 году. Внутри собора располагался склад.

Колокольня, построенная в 1913 году в неовизантийском стиле находилась при Митрофаниевской церкви, которая была снесена. Сама колокольня в советское время использовалась как пожарная каланча, к ней было пристроено здание пожарного депо.

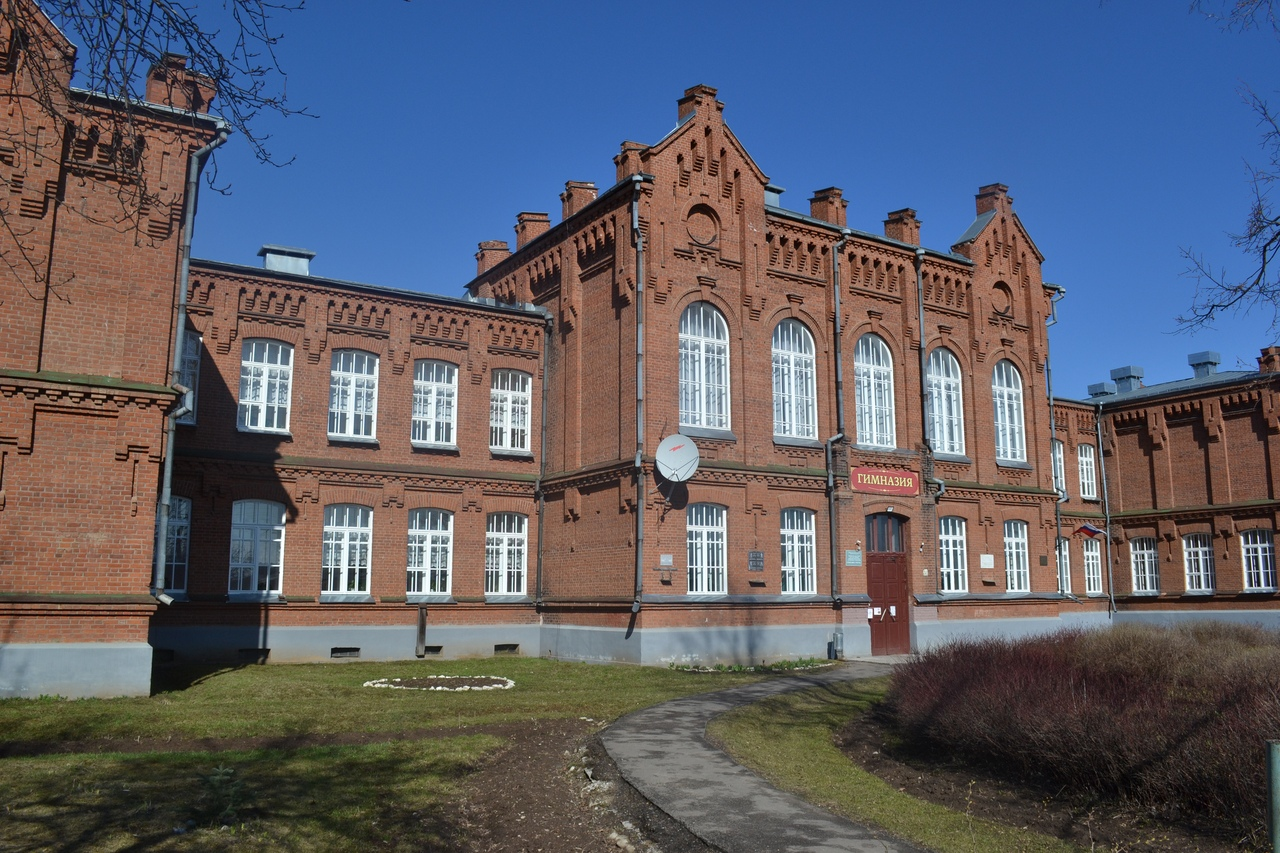
Здание реального училища
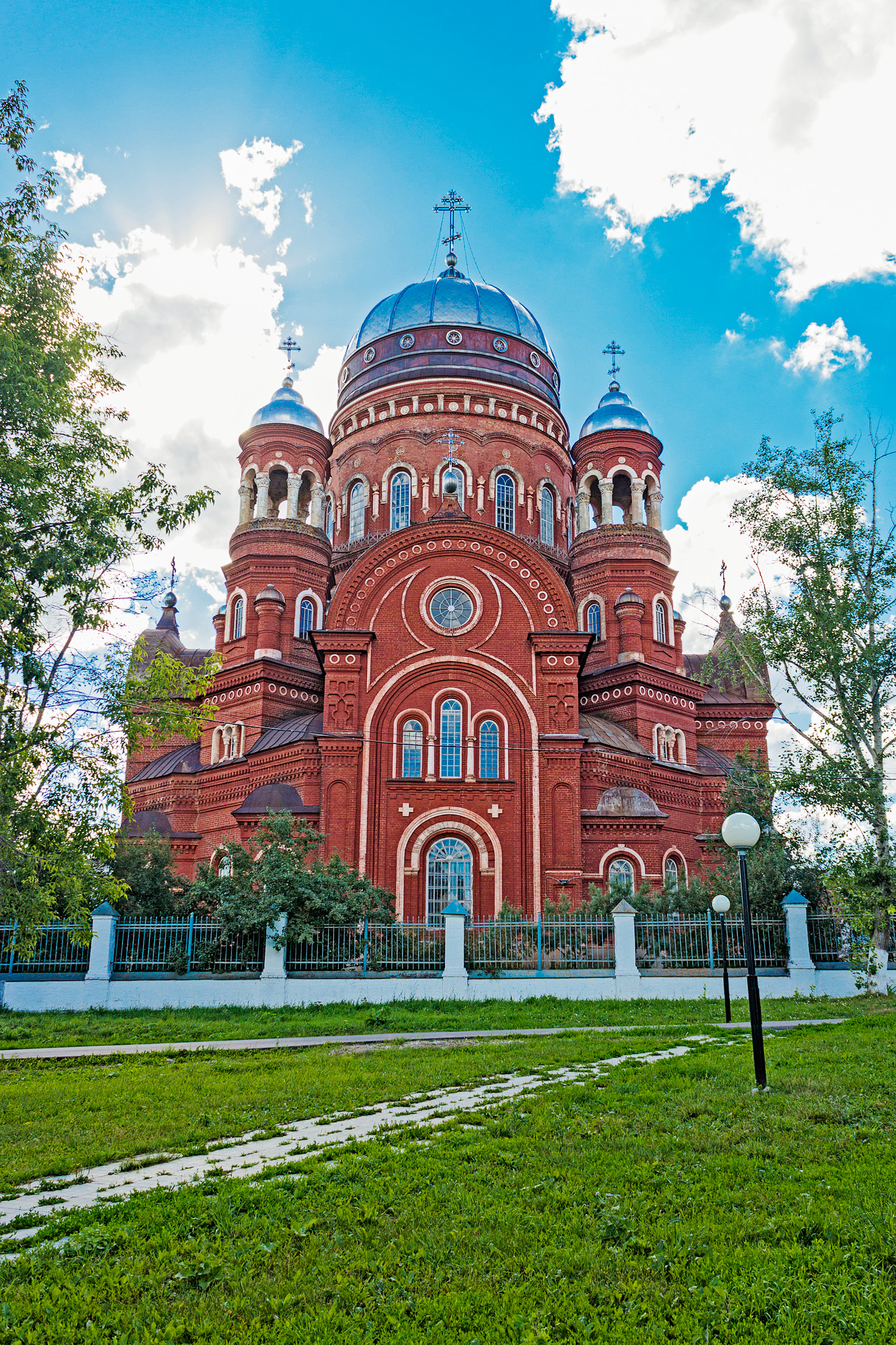
Троицкий собор
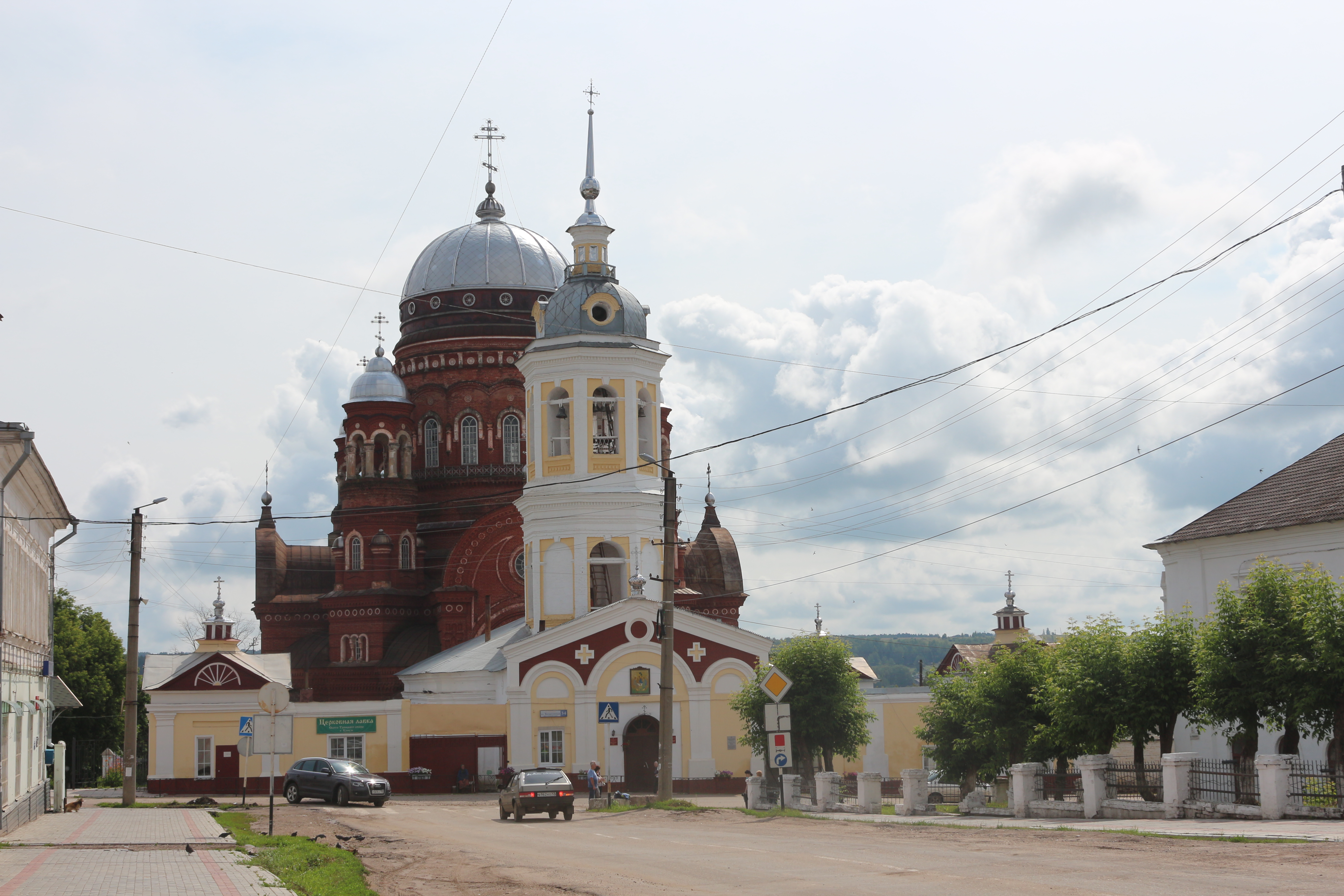
Троицкий собор и колокольня
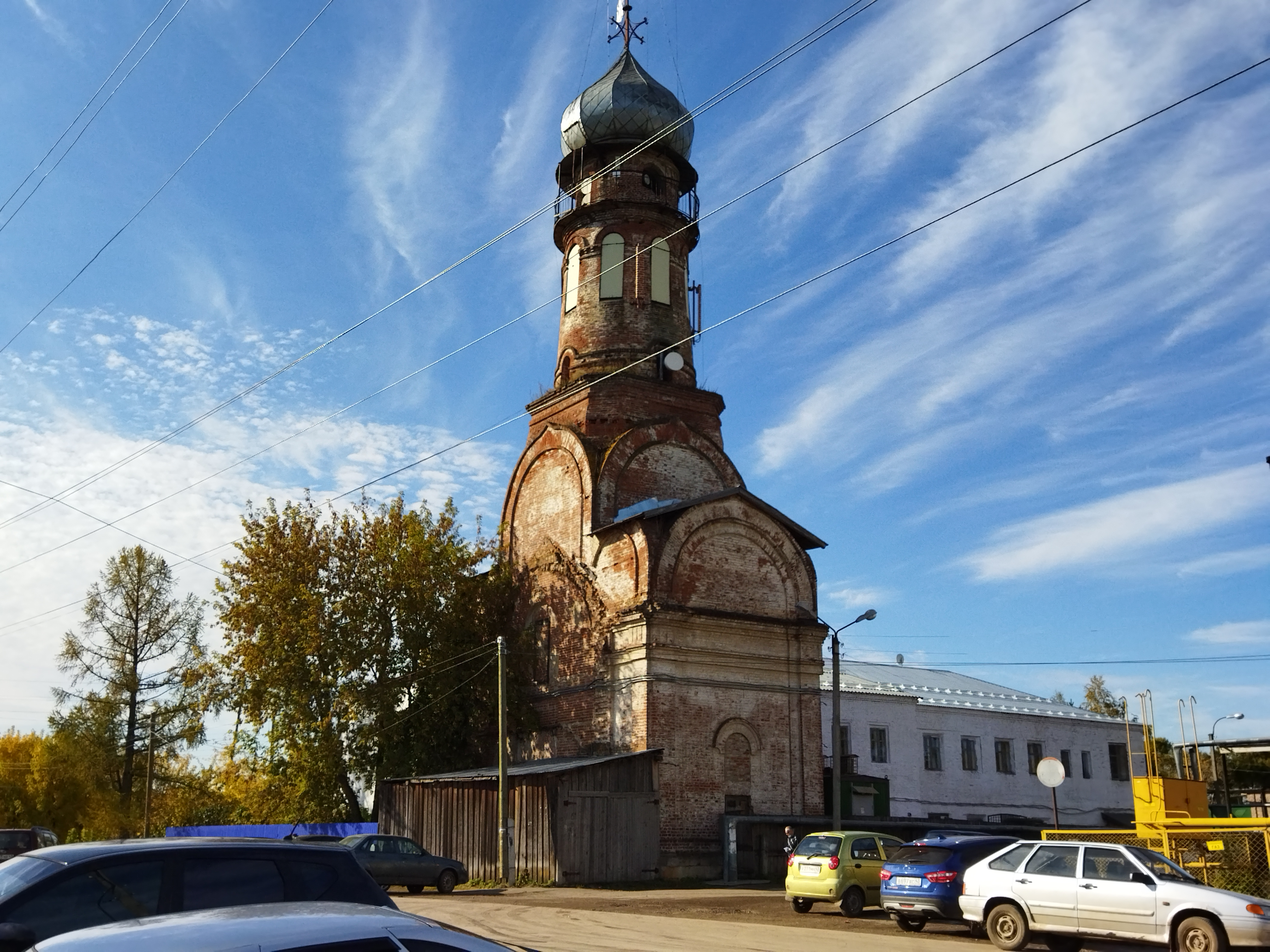
Колокольня при Митрофаниевской церкви

В Уржуме был сохранен деревянный дом, в котором жил и рос Сергей Киров. К дому пристроено здание музея его имени в модернистском стиле. Помимо дома Кирова было сохранено здания городского училища и приходской школы, где тот обучался, здание бани, где революционер печатал листовки, а также здание приюта, в котором тот воспитывался. Главная улица города — Советская (ранее Большая, Воскресенская). Здесь множество зданий дворянских и купеческих усадеб.

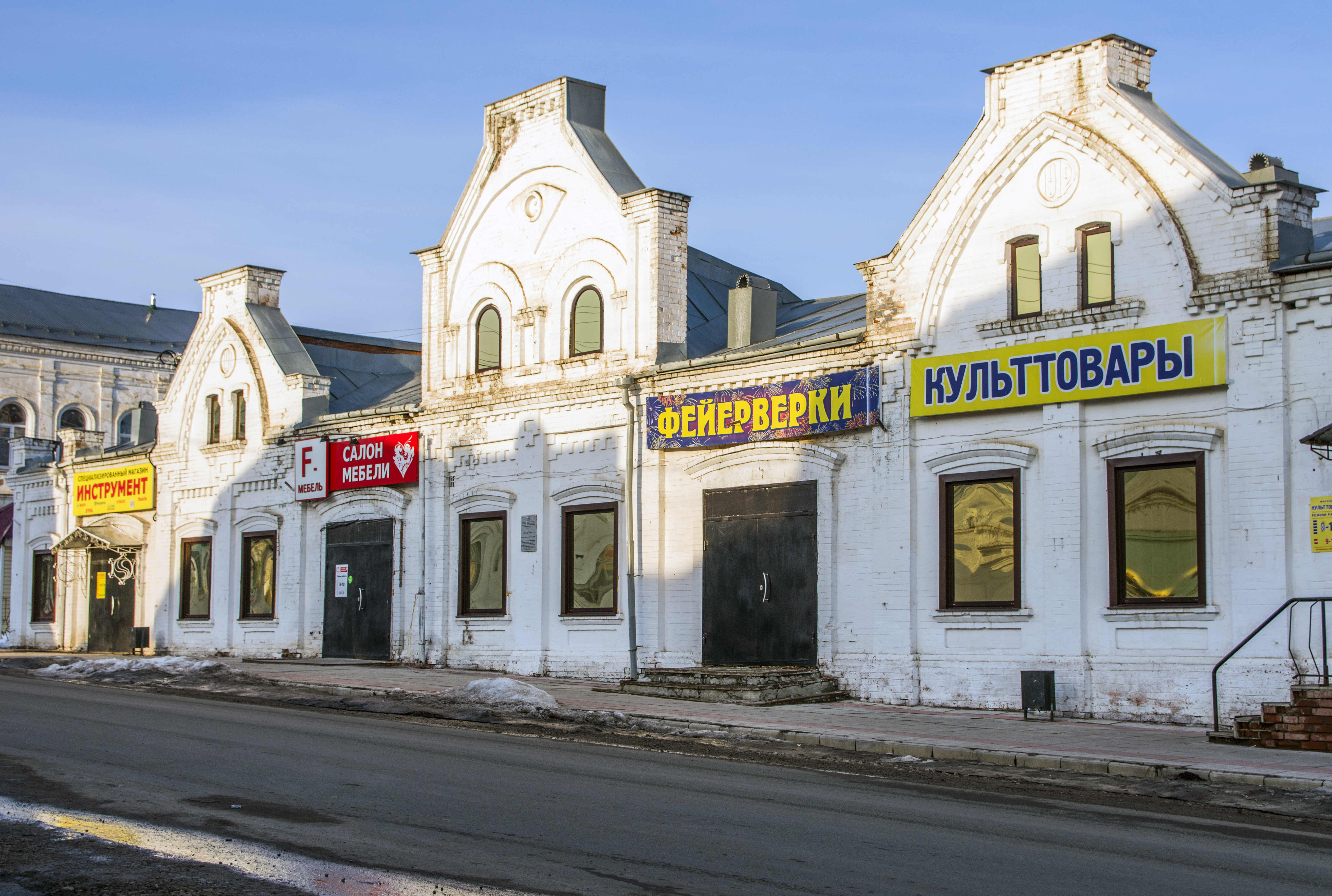
Торговые лавки
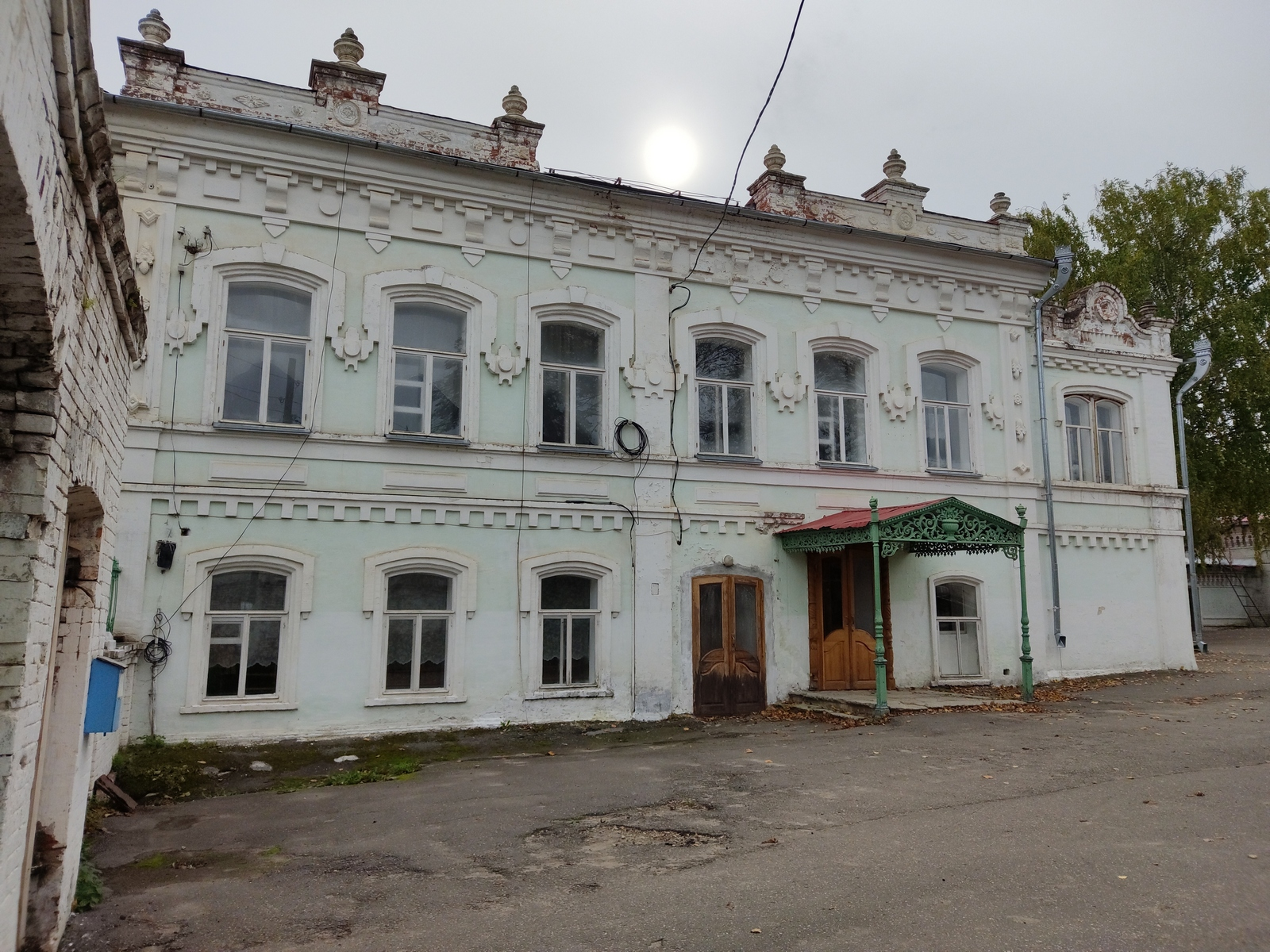
Дом купца Стародубцева
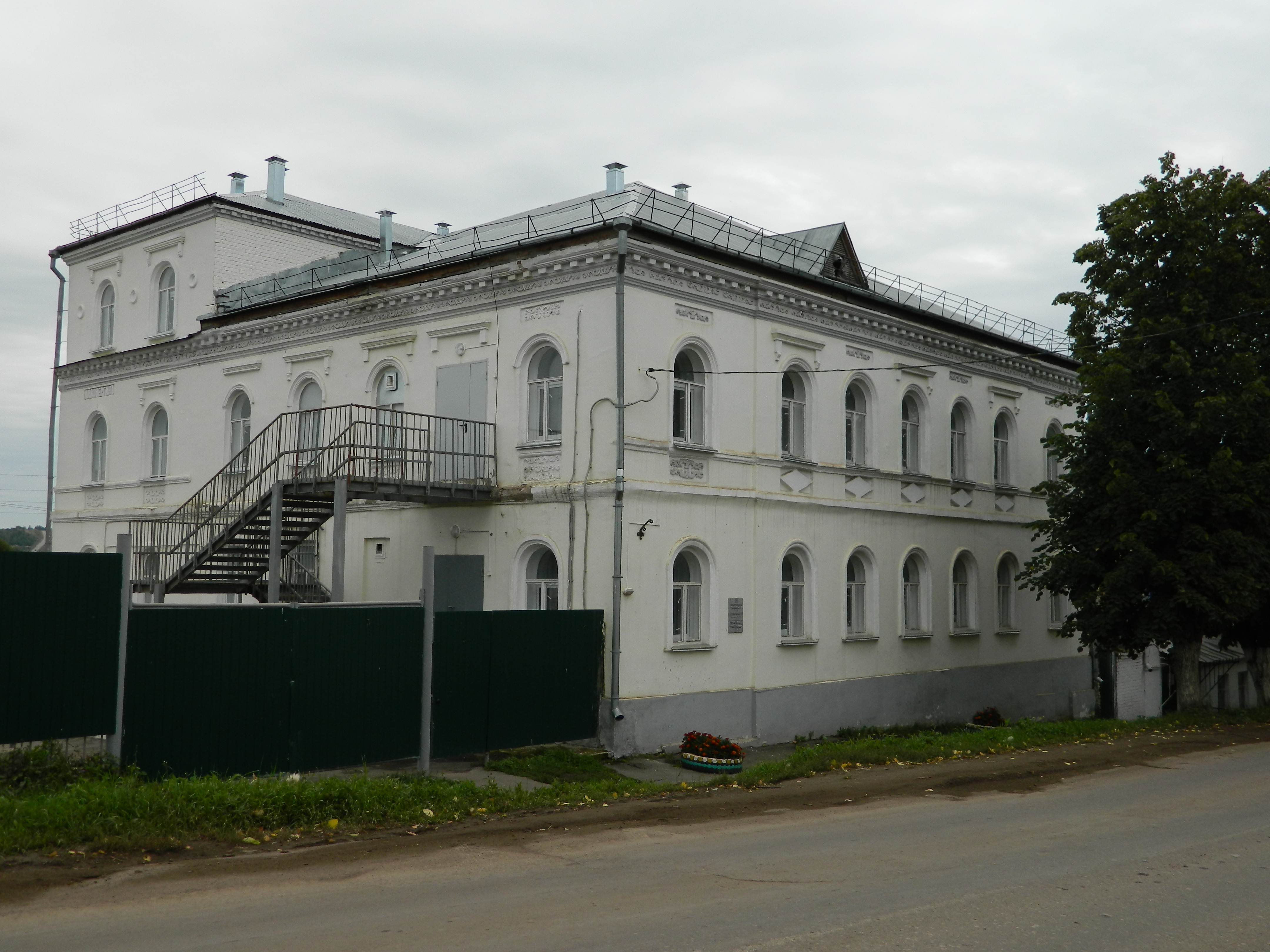
Дом Кочергина
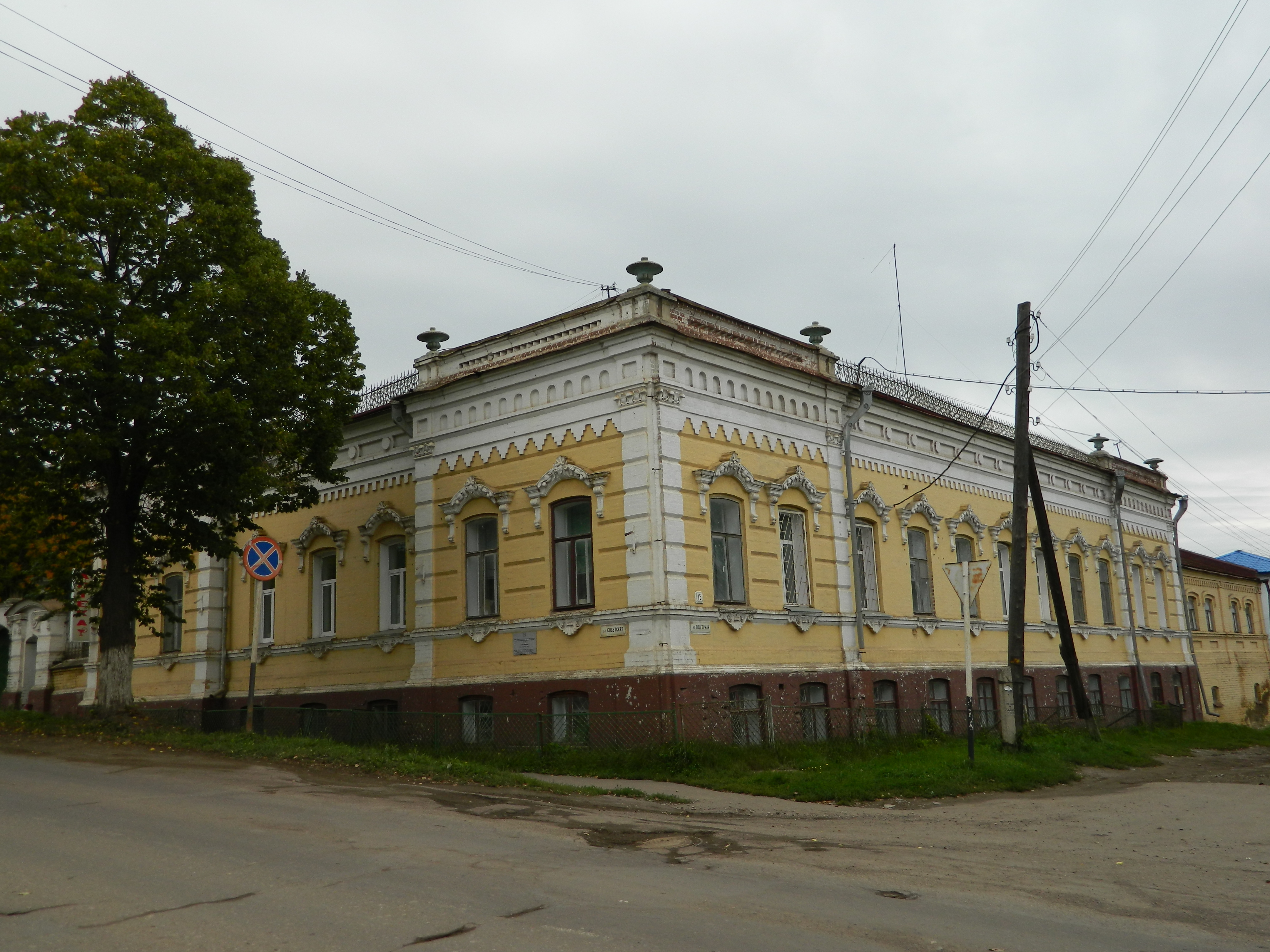
Дом Шевелева
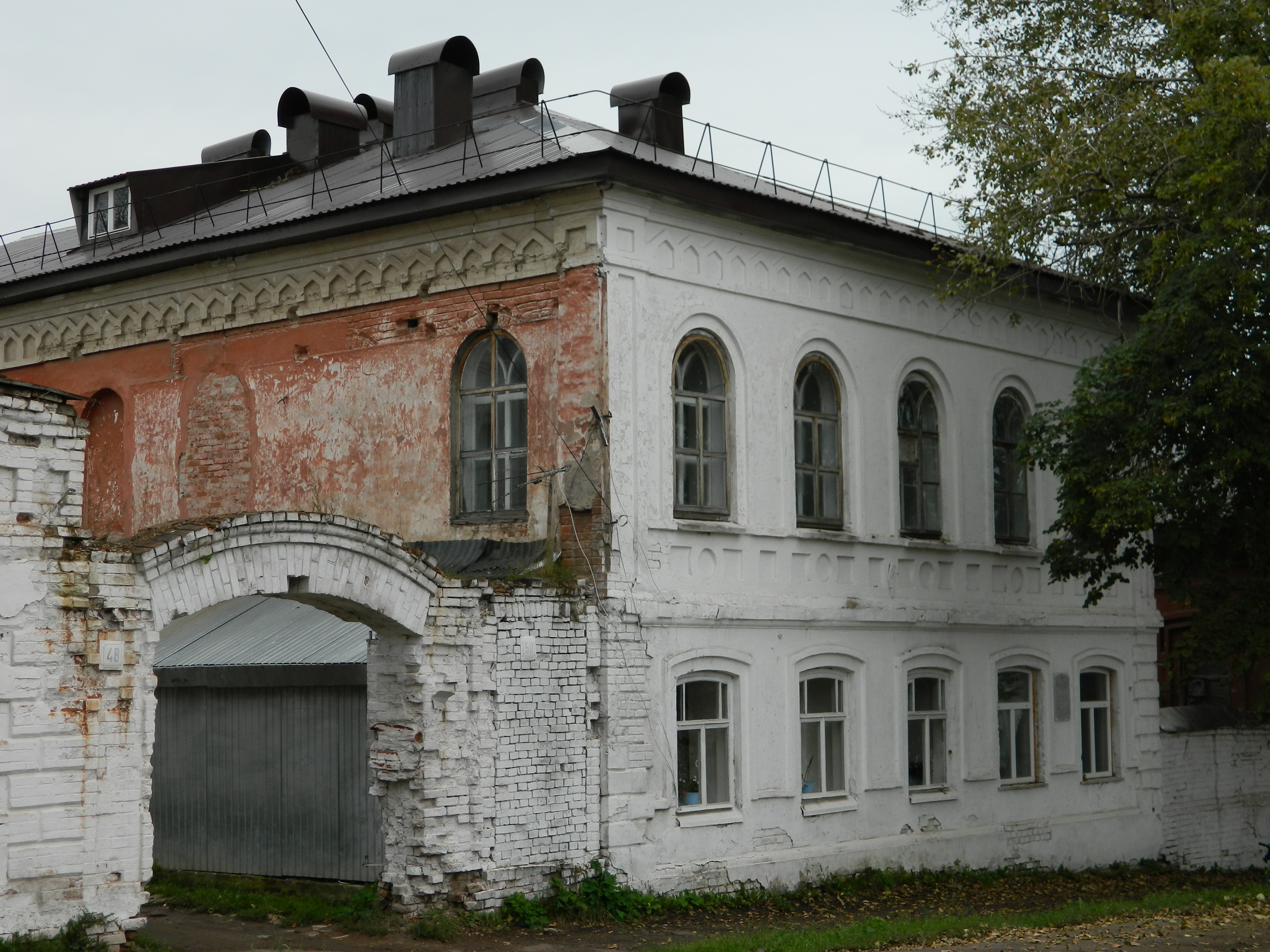
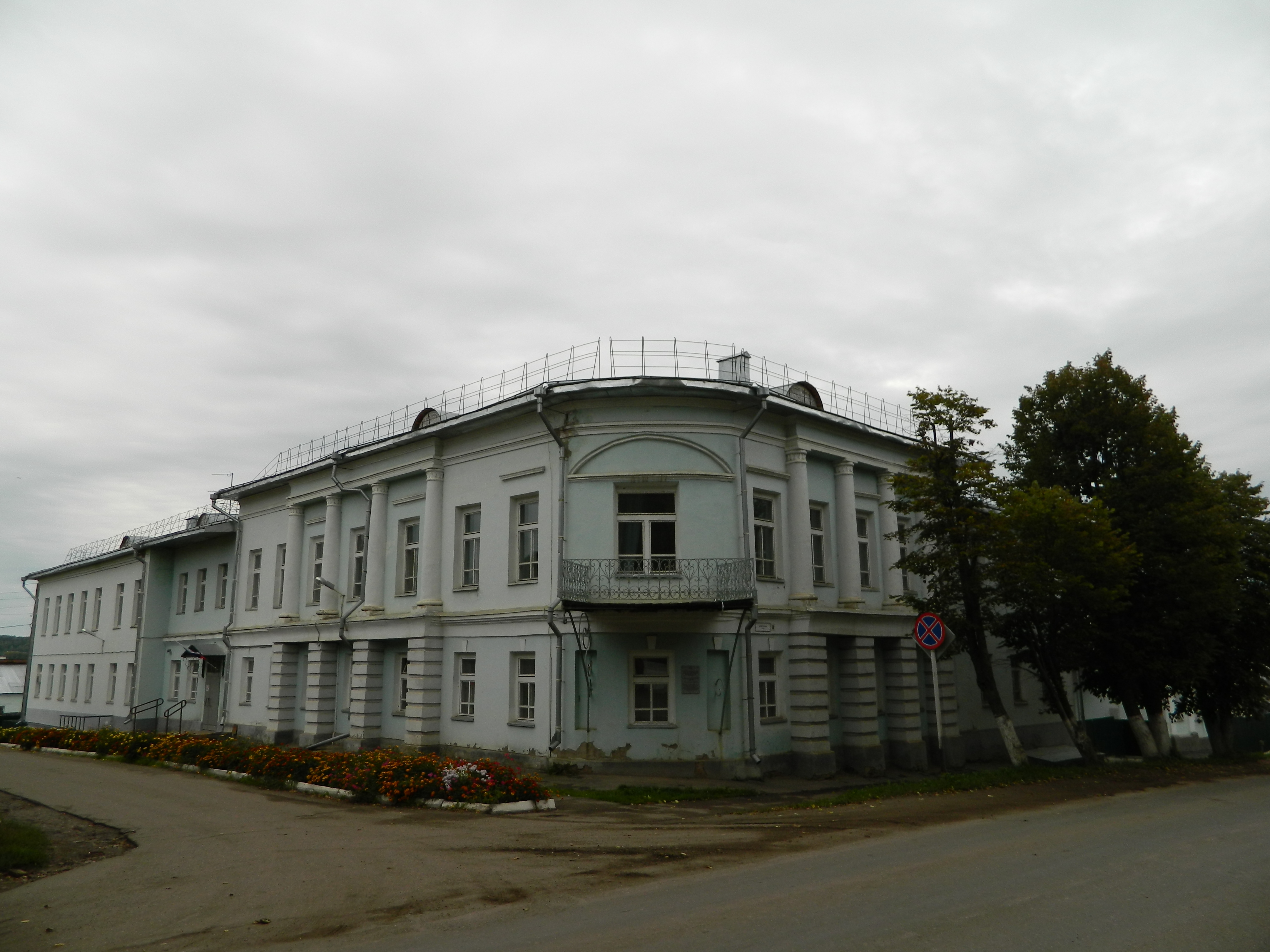
Здание дворянского собрания
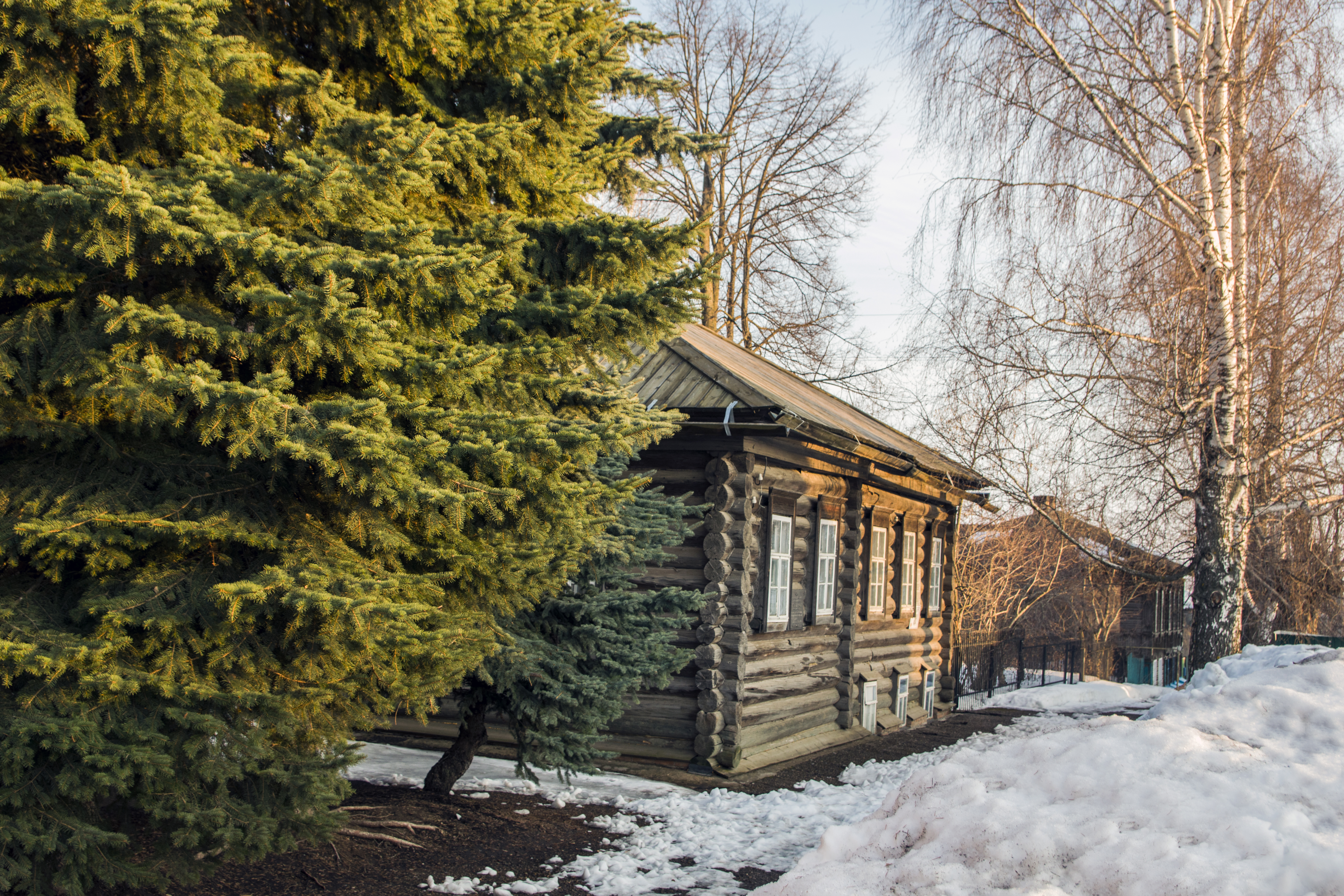
Дом, в котором родился и жил Сергей Киров

Отличительная особенность Уржума — это большое количество арок. Они расположены рядом почти с каждой усадьбой, и каждая является по своему уникальной.

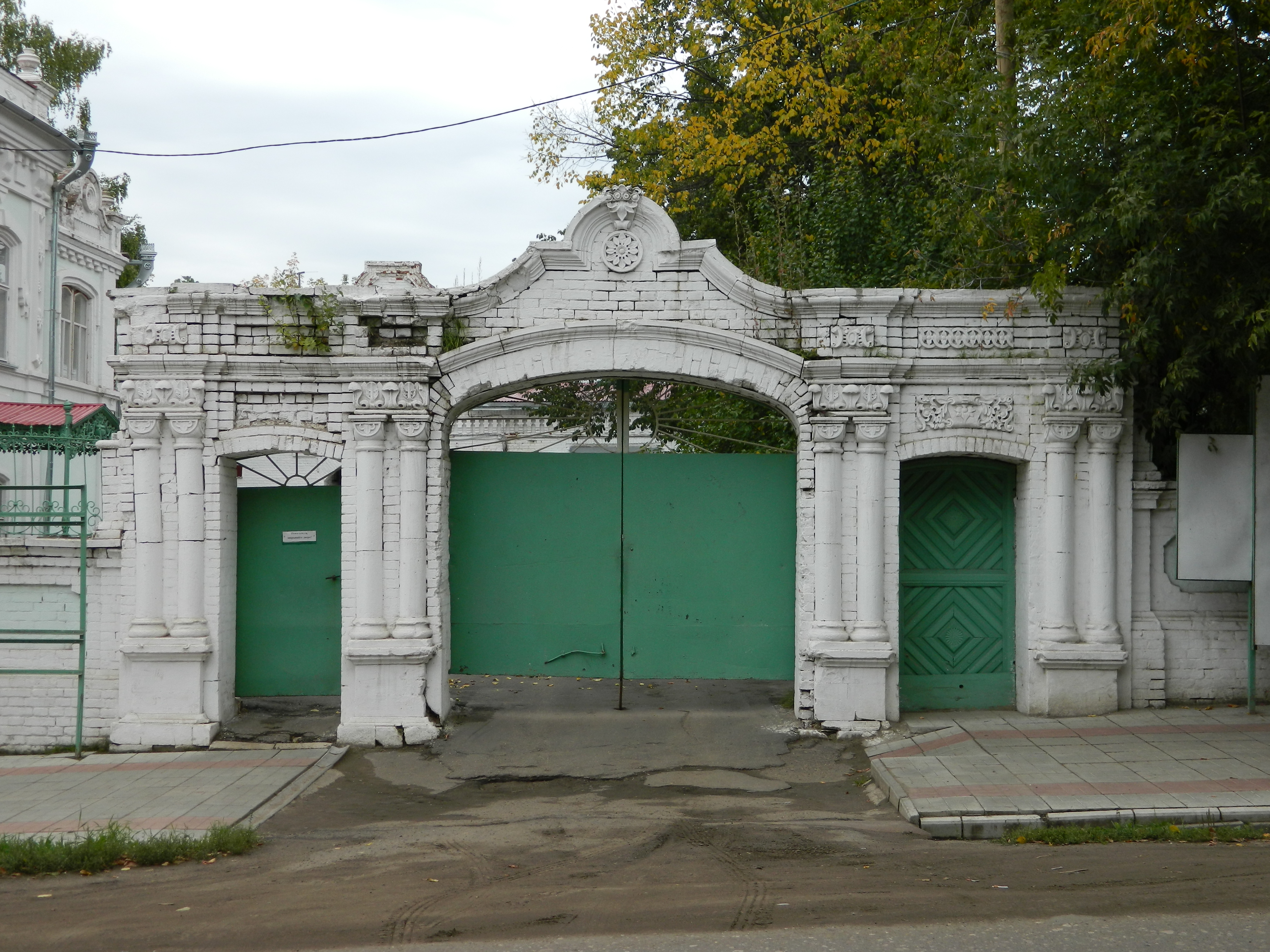
Ворота дома Стародубцева
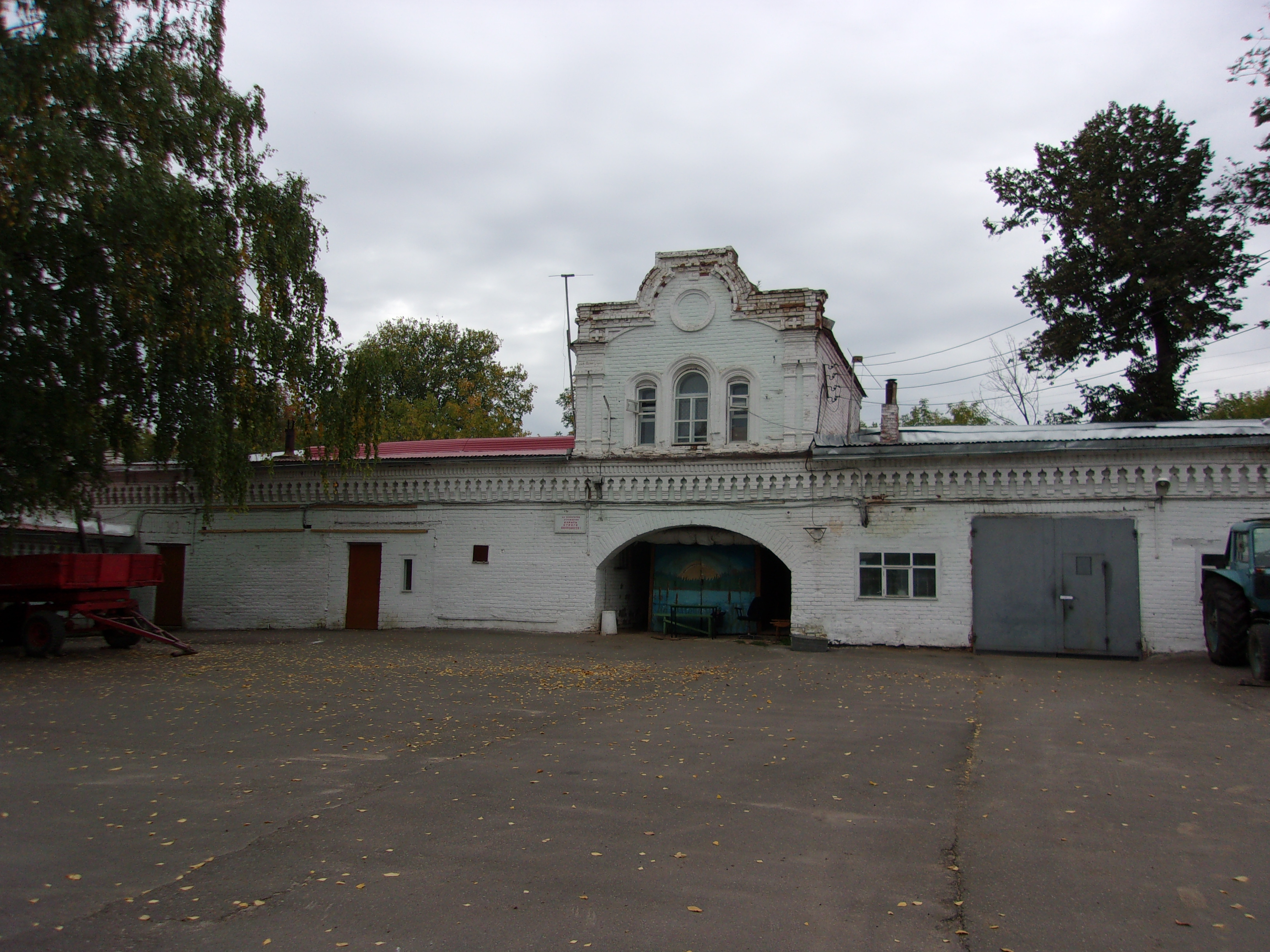
Каретник во дворе дома Стародубцева
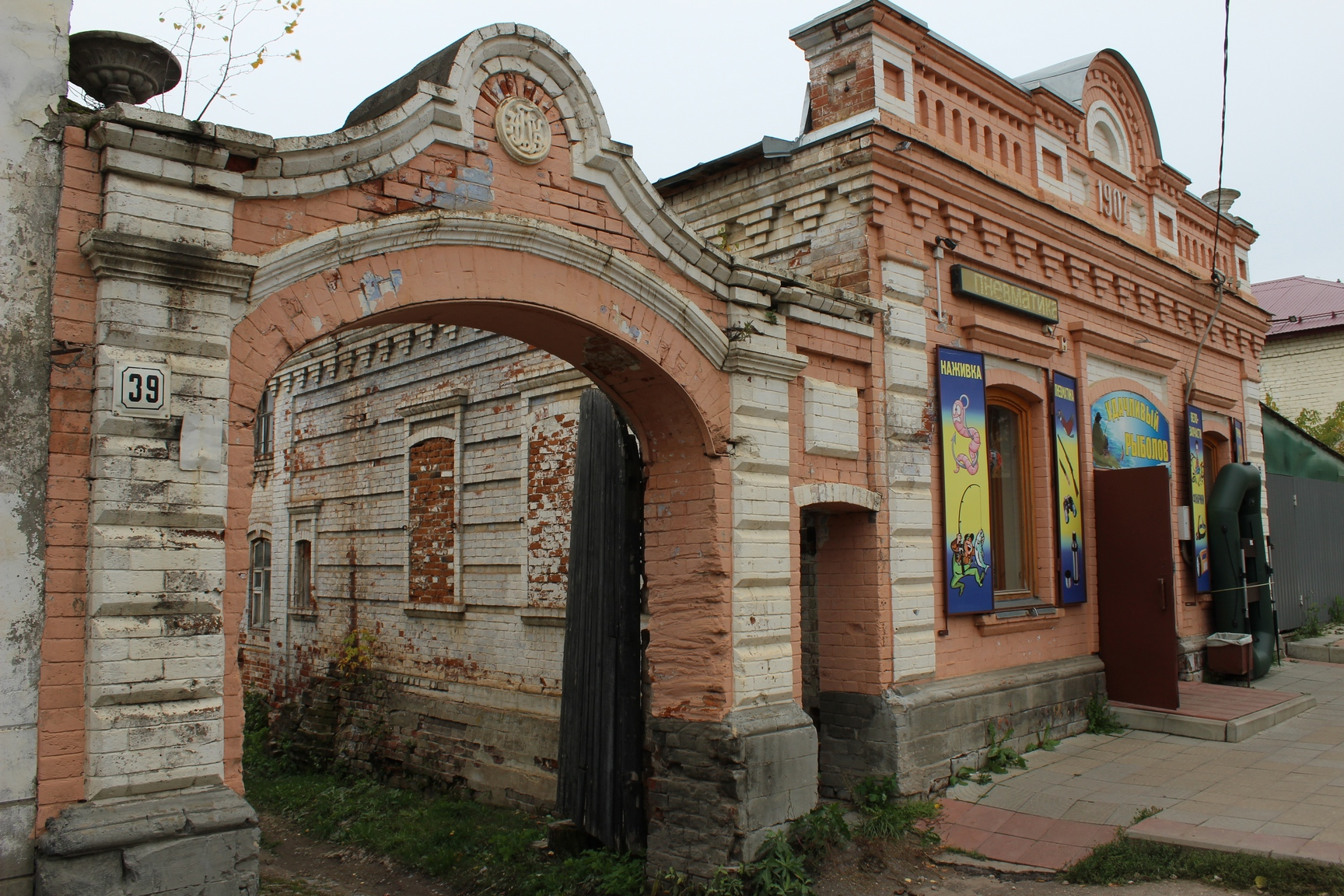
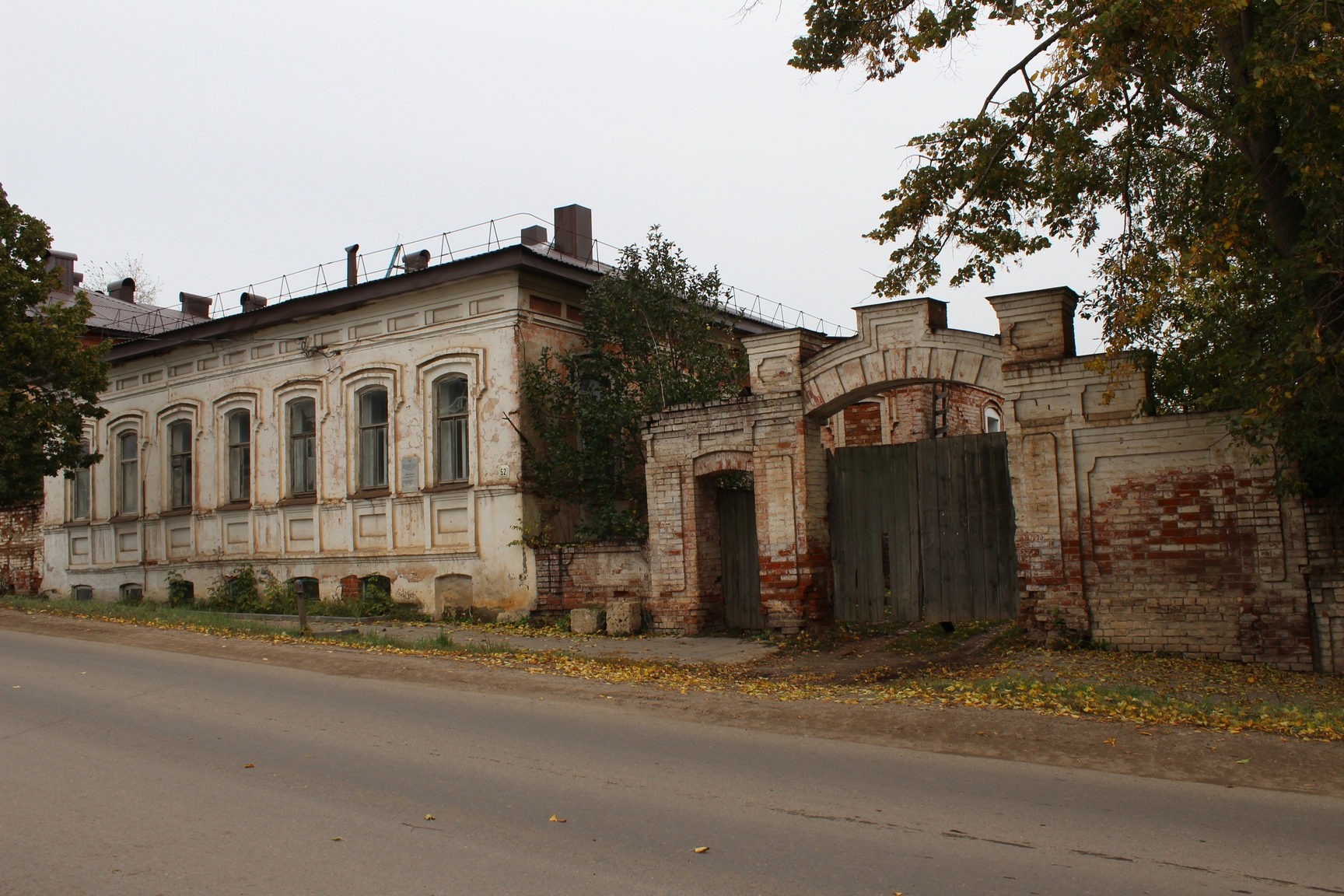

## Население
| 1782    | 1838    | 1856    | 1861    | 1897    | 1913    | 1926    | 1931    | 1939    | 1959    |
| ------- | ------- | ------- | ------- | ------- | ------- | ------- | ------- | ------- | ------- |
| 774     | ↗1422   | ↗2000   | →2000   | ↗4400   | ↗4800   | ↗5700   | ↗6300   | ↗8800   | ↗10 874 |
| 1970    | 1979    | 1989    | 1992    | 1993    | 1996    | 1998    | 2000    | 2001    | 2002    |
| ↗11 387 | ↗11 957 | ↗12 101 | ↘11 900 | ↗12 000 | ↗12 100 | ↗12 200 | →12 200 | ↘12 100 | ↘11 514 |
| 2003    | 2005    | 2006    | 2007    | 2008    | 2009    | 2010    | 2011    | 2012    | 2013    |
| ↘11 500 | →11 500 | →11 500 | ↘11 400 | →11 400 | ↗11 426 | ↘10 213 | ↘10 200 | ↘10 189 | ↘10 105 |
| 2014    | 2015    | 2016    | 2017    | 2018    | 2019    | 2020    | 2021    | 2025    |         |
| ↘10 080 | ↘10 052 | ↘9975   | ↗9981   | ↘9919   | ↘9834   | ↘9755   | ↘8448   | ↘8210   |         |

На 1 января 2025 года по численности населения город находился на 971-м месте из 1124 городов Российской Федерации.

## Промышленность
Уржумский спиртоводочный завод — основное предприятие Уржума. Основанный в 1901 году завод является одним из крупнейших в регионе производителем спиртных напитков.
- Предприятие «Хлеб».
- Пищекомбинат.
- В городе строится завод по производству молочной продукции.
- В перспективе планируется строительство завода по производству железобетонных конструкций.

## Транспорт
Уржум расположен на федеральной автомагистрали Р169 Киров — Вятские Поляны, здесь начинается трасса Р172 Уржум — Йошкар-Ола.
По городу курсируют два автобусных маршрута. С Кировом город связывают автобусные маршруты № 230 (Киров — Вятские Поляны), № 702 (Киров — Набережные Челны), № 994 (Ухта — Уфа) и маршрутное такси.
Воздушный транспорт
Имеется заброшенный аэропорт, на котором при необходимости могут приземляться вертолёты всех типов. Регулярного воздушного сообщения нет.
Водный транспорт
Река Уржумка от города Уржум до устья входит в перечень внутренних водных путей Российской Федерации.

## Образование
В городе находятся 4 школы. В их числе Уржумская гимназия, находящаяся в здании бывшего реального училища, качество обучения в котором хвалил поэт Николай Заболоцкий. В гимназии открыт его музей.
Также в Уржуме открыт аграрно-технический техникум и филиал Кировского медицинского колледжа.

## Спорт
В Уржуме активно поддерживаются командные виды спорта и лыжные гонки. Также имеются секции по каратэ и дзюдо.
В городе имеются любительские команды:
- ФК «Олимп» — участник областных соревнований по футболу;
- ХК «Трехречье» — хоккейная команда, основана в 2012 году;
- ВК «Уржум» — неоднократный чемпион области и различных региональных и межрегиональных турниров;
- ДЮСШ г. Уржума.

## Известные уроженцы
Среди известных людей родившихся в Уржуме и окрестных деревнях значатся:
- Маслаковец, Юрий Петрович — советский физик, доктор физико-математических наук.
- Сперанский, Алексей Дмитриевич — русский и советский учёный-медик в области физиологии и патологии, член Академии наук СССР и Академии медицинских наук СССР.
- Киров, Сергей Миронович — советский политический деятель.
- Жилка, Владимир Адамович — белорусский поэт, переводчик, критик и публицист.
- Рудашевский, Герман Евгеньевич и Семен Евгеньевич — профессора Ленинградского университета.
- Токарев, Сергей Викторович — историк, составитель Истории русской этнографии.
- Мосунов, Петр Захарович — ученый-химик, бывший ректор Кировского политехнического института.
- Салматов, Илья Ильич — член-корреспондент Академии наук БССР, заведующий кафедрой Московского энергетического института.
- Стародубцев, Сергей Яковлевич — химик, автор ряда учебных пособий.
- Лапшин, Михаил Николаевич — ученый-зоотехник, известный селекционер, кандидат сельскохозяйственных наук, выведший породу свиней «уржумскую».
- Винокурова Анна Васильевна — скульптор, член Союза художников СССР.
- Пенкина, Зоя Васильевна — мастерица дымковской игрушки, лауреат Государственной премии РСФСР.
- Климов, Аркадий Александрович — советский оператор документального и научно-популярного кино, фронтовой кинооператор в годы Великой Отечественной войны. Заслуженный деятель искусств РСФСР, лауреат двух Сталинских премий первой степени.